# За мечтой
«За мечтой» (англ. Teen Spirit) — британо-американская музыкальная драма режиссёра Макса Мингелла. В главной роли Эль Фэннинг. Мировая премьера состоялась на Международном кинофестивале в Торонто 7 сентября 2018 года. Премьера в США состоялась 12 апреля 2019 года, в России — 20 июня.

## Сюжет
Фильм рассказывает о девушке по имени Вайолет, с детства мечтающей об известности и готовящейся ко всенародному конкурсу, чтобы её получить.

## В ролях
| Актёр              | Роль                    |
| ------------------ | ----------------------- |
| Эль Фэннинг        | Вайолет Валенски        |
| Златко Бурич       | Владимир Брайкович/Влад |
| Ребекка Холл       | Джулс                   |
| Агнешка Гроховская | Марла                   |
| Клара Ругор        | Рокси                   |
| Милли Брейди       | Анастасия               |
| Оливия Грей        | Лиза                    |
| Руаири О’Коннор    | Кейан Спирс             |
| Арчи Мадекве       | Люк                     |
| Джордан Стефенс    | Альберт                 |
| Урсула Холлидэй    | Луис                    |

## Критика
Фильм получил смешанно-положительные отзывы кинокритиков. На сайте Rotten Tomatoes фильм имеет рейтинг 71 % на основе 126 рецензий со средним баллом 6,2 из 10. На сайте Metacritic фильм имеет оценку 57 из 100 на основе 24 рецензий критиков, что соответствует статусу «смешанные или средние отзывы».